# Relações entre Azerbaijão e Rússia
As relações entre Azerbaijão e Rússia referem-se aos laços diplomáticos, económicos e históricos entre a República do Azerbaijão e a Federação Russa. Ambos os países são vizinhos e partilham uma fronteira terrestre de aproximadamente 284 km na fronteira entre os dois Estados. O Azerbaijão possui uma embaixada em Moscovo, enquanto a Rússia mantém uma embaixada em Bacu. A Rússia tem sido tradicionalmente o maior parceiro comercial do Azerbaijão, e milhões de azeris vivem e trabalham em território russo.
Desde a independência do Azerbaijão, na sequência da dissolução da União Soviética em 1991, a influência de Moscovo no país tem diminuído gradualmente. Esse afastamento resulta da capacidade do Azerbaijão de alavancar os seus recursos energéticos — em especial petróleo e gás — para reforçar a sua autonomia estratégica e aprofundar a cooperação com o Ocidente. Além disso, subsiste desconfiança em relação ao papel histórico da Rússia como potência imperial e soviética.
Em 2025, verificou-se uma escalada de tensões diplomáticas entre os dois países, motivada por incidentes envolvendo detenções e mortes sob custódia de cidadãos azeris na Rússia, bem como retaliações por parte do governo de Bacu. Em junho, cerca de 50 azeris foram detidos numa operação policial em Ecaterimburgo, e dois morreram sob custódia com indícios de espancamento. O Azerbaijão reagiu suspendendo eventos culturais russos e contactos diplomáticos. Por sua vez, jornalistas da agência estatal russa Sputnik foram detidos em Bacu por alegado financiamento ilegal, e cidadãos russos foram presos sob acusações de cibercrime e tráfico de droga, alguns apresentando sinais de maus-tratos. Estes acontecimentos agravaram o afastamento entre os dois países, com o Azerbaijão a aprofundar os seus laços estratégicos com Turquia, Israel e Ucrânia.

## História
O que é atualmente o Azerbaijão tornou-se parte do Império Russo depois que o Irã(antigamente conhecido como Pérsia), sob a Dinastia Qajar, foi forçado a cedê-lo juntamente com todos os seus outros territórios caucasianos após a Guerra Russo-Persa (1804–1813) e o Tratado de Gulistan, e a Guerra Russo-Persa (1826-1828) e seu futuro Tratado de Turcamanchai. A área ao norte do rio Aras, entre os quais o território da república contemporânea do Azerbaijão se localiza, foi território iraniano até a ocupação pela Rússia. Depois de décadas tendo sido parte do Império Russo, o Azerbaijão posteriormente foi anexado à União Soviética, em 1920.
Após o colapso da URSS em 1991, as relações entre os dois países começaram a se aproximar devido à política externa de Ayaz Mutallibov. No entanto, após a ocupação armênia de Khojaly, Mutallibov foi forçado a renunciar, o que resultou em Abülfaz Elçibay chegando ao poder. Durante um ano de governo de Elçibay, as relações Azerbaijão-Rússia foram danificadas. A política de Elçibay foi descrita como "anti-russa". Quando Heydar Aliyev chegou ao poder em 1993, estabeleceu relações mais calorosas com a Rússia.
As relações entre os dois países continuam amigáveis e próximas, mas existem inúmeras divergências, como o conflito de Nagorno-Karabakh, a Guerra Russo-Georgiana e o status legal do Mar Cáspio.